# Kaitlyn Lawes
Kaitlyn Lawes, född den 16 december 1988 i Winnipeg, Manitoba, är en kanadensisk curlingspelare.
Hon tog OS-guld i damernas curlingturnering i samband med de olympiska curlingtävlingarna 2014 i Sotji.